# رودخانه آلاند
رودخانه آلاند (به انگلیسی: Aland (river)) رودخانه‌ای است که در آلمان جریان دارد.